# Ладыгина, Ольга Борисовна
О́льга Бори́совна Лады́гина (23 декабря 1922, Москва — 3 января 2008) — советский и белорусский архитектор. Заслуженный архитектор Белорусской ССР (1969). Дочь Бориса Ивановича Ладыгина.

## Биография
Родилась в 1922 году в Москве. Отец — Борис Ладыгин, учёный в области дорожного строительства, мать — Ариадна Александровская, сестра оперной певицы Ларисы Александровской. В 1926 году семья перебралась в Минск, а в 1938 году — в Саратов.
В 1940 году поступила в Ленинградский инженерно-строительный институт, однако не смогла закончить обучение из-за Великой Отечественной войны. В 1944 году продолжила учёбу уже в Москве, в Московском архитектурном институте, который окончила в 1949 году. Училась у Михаила Осиповича Барща.
В период учёбы вышла замуж за однокурсника Евгения Заславского. По рекомендации Барща супруги были направлены в Минск, нуждавшийся в восстановлении после войны.
В дальнейшем проектировала здания и сооружения в различных городах Белоруссии, часто — совместно с мужем. Работала в институте «Белгоспроект» (в 1969—1975 годах была главным архитектором, затем — руководителем архитектурно-конструкторской мастерской).
В начале 1960-х годов возглавляла Белорусский союз архитекторов. В 1970-х годах входила в правление Союза архитекторов СССР.

## Творчество
Основные работы: в Минске — Водно-спортивный комбинат, застройка района и проекты жилых и общественных зданий по улице Веры Хоружей (1964—1990), жилой дом с гастрономом «Столичный» (1962), жилые дома, общественные учебные заведения на улицах Варвашени, Козлова, Богдановича, Кульман, главный корпус Белорусского технологического университета (1956, в соавторстве), корпус Института истории (1964) и реконструкция корпуса Президиума НАН РБ, торгово-общественный центр на улице Куйбышева (1997, в соавторстве), а также водосбросные сооружения ГЭС на Заславском водохранилище (1955), в Витебске Кировский мост (1955).